# Barefoot Friends
Barefoot Friends (en hangul, 맨발의 친구들) fue un programa de variedades surcoreano, parte de la programación dominical de SBS. Empezó su emisión desde el 21 de abril de 2013. Las grabaciones se realizaron al aire libre. El concepto del programa fue mostrar una nueva experiencia de vida al conocer gente y lugares nuevos.
El programa generó atención debido a que marcaba la reaparición del presentador Kang Ho Dong después de un largo tiempo de inactividad. Luego de siete meses al aire, el programa fue cancelado por baja audiencia y fue reemplazado por K-pop Star 3. El episodio final se emitió el 17 de noviembre de 2013.

## Formato

### Episodios 1 - 6
Una nueva experiencia de vida al conocer gente nueva en un lugar nuevo, explorando el patrimonio cultural y natural. Los participantes buscan la verdadera belleza y la felicidad en suelo extranjero. A diferencia de las vacaciones típicas, los participantes deben vivir como lo hacen los habitantes locales para lograr su sustento durante su estadía, es así como resultan trabajando en los oficios más exponentes de las regiones donde van, para poder ganar dinero y así pagar su alojamiento, comida, y otras necesidades básicas. Además de compartir y vivir agradables y (en su mayoría) duros momentos, mientras aprenden sobre otras culturas. 

### Episodios 7 - 31
Los participantes aceptan retos basados en diferentes temas y dificultades (natación, composición de canciones, cocina, etc.).

## Reparto
Los miembros originales del programa eran Kang Ho Dong, Yoon Jong Shin, Yoo Se Yoon, Kim Bum Soo, Kim Hyun Joong, Yoon Shi Yoon, Eunhyuk y Uee. A diferencia de sus compañeros, es la primera vez que Kim Bum Soo, Kim Hyun Joong, Yoon Si Yoon, y Uee participan como miembros fijos en un programa de variedades. El 9 de junio, Yoo Se Yoon fue encontrado manejando bajo la influencia de sustancias, por lo que fue retirado del programa. Eun Ji Won lo reemplazó. El 11 de junio, Kim Bum Soo sufrió una lesión en la rodilla durante las grabaciones del especial de clavados y fue transportado al hospital. Dejó el programa luego de ese evento. Eunhyuk no volvió a aparecer en el programa después del especial de clavados, y se presumió que había dejado el programa. El 31 de octubre, se anunció que Kim Hyun Joong había realizado su última filmación para el programa y lo tendría dejar por conflictos con su agenda.

## Lista de episodios
| Episodio | Fecha de Emisión         | Lugar                                                              | Invitados                                                        | Misión |
| -------- | ------------------------ | ------------------------------------------------------------------ | ---------------------------------------------------------------- | --- |
| 1        | 21 de abril de 2013      | Mui Ne & Huế, Vietnam                                              | Sin invitados                                                    | Vivir como vietnamitas durante 24 horas. Encontrar la mejor sonrisa. Divertirse con vietnamitas.                          |
| 2        | 28 de abril de 2013      | Mui Ne & Huế, Vietnam                                              | Sin invitados                                                    | Vivir como vietnamitas durante 24 horas. Encontrar la mejor sonrisa. Divertirse con vietnamitas.                          |
| 3        | 5 de mayo de 2013        | Mui Ne & Huế, Vietnam                                              | Sin invitados                                                    | Vivir como vietnamitas durante 24 horas. Encontrar la mejor sonrisa. Divertirse con vietnamitas.                          |
| 4        | 12 de mayo de 2013       | Yogyakarta, Indonesia                                              | Sin invitados                                                    | Vivir como indonesios durante 24 horas Divertirse con niños indonesios. Coger el último vuelo de regreso a Corea del Sur. |
| 5        | 19 de mayo de 2013       | Yogyakarta, Indonesia                                              | Sin invitados                                                    | Vivir como indonesios durante 24 horas Divertirse con niños indonesios. Coger el último vuelo de regreso a Corea del Sur. |
| 6        | 26 de mayo de 2013       | Yogyakarta, Indonesia                                              | Sin invitados                                                    | Vivir como indonesios durante 24 horas Divertirse con niños indonesios. Coger el último vuelo de regreso a Corea del Sur. |
| 7        | 2 de junio de 2013       | Seúl                                                               | Lee Hyori                                                        | Visitar Casas de los miembros. Ganar dinero.                                                                              |
| 8        | 9 de junio de 2013       | Jirisan                                                            | Lee Hyori                                                        | Visitar Casas de los miembros. Ganar dinero.                                                                              |
| 9        | 16 de junio de 2013      | Jirisan                                                            | Lee Hyori                                                        | Visitar Casas de los miembros. Ganar dinero.                                                                              |
| 10       | 23 de junio de 2013      | Piscina Cubierta en Gimcheon Estadio Mundialista de Suwon (Pisina) | Sin invitados                                                    | Superar el miedo al buceo                                                                                                 |
| 11       | 30 de junio de 2013      | Piscina Cubierta en Gimcheon Estadio Mundialista de Suwon (Pisina) | Kim Byung Man                                                    | Superar el miedo al buceo                                                                                                 |
| 12       | 7 de julio de 2013       | Piscina Cubierta en Gimcheon Estadio Mundialista de Suwon (Pisina) | INFINITE, Lee Joon (MBLAQ), Jo Kwon (2AM), 2PM, Sistar, Rainbow  | Superar el miedo al buceo                                                                                                 |
| 13       | 14 de julio de 2013      | Piscina Cubierta en Gimcheon Estadio Mundialista de Suwon (Pisina) | INFINITE, Lee Joon (MBLAQ), Jo Kwon (2AM), 2PM, Sistar, Rainbow  | Superar el miedo al buceo                                                                                                 |
| 14       | 21 de julio de 2013      | Piscina Cubierta en Gimcheon Estadio Mundialista de Suwon (Pisina) | INFINITE, Lee Joon (MBLAQ), Jo Kwon (2AM), 2PM, Sistar, Rainbow  | Superar el miedo al buceo                                                                                                 |
| 15       | 28 de julio de 2013      | Piscina Cubierta en Gimcheon Estadio Mundialista de Suwon (Pisina) | Sin invitados                                                    | Superar el miedo al buceo                                                                                                 |
| 16       | 4 de agosto de 2013      | SBS Deungchon-dong Open Hall                                       | Dynamic Duo, Epik High, Duble Sidekick                           | Crear una canción |
| 17       | 11 de agosto de 2013     | Seúl (Hogares de celebridades)                                     | Dynamic Duo, Epik High, Duble Sidekick                           | Crear una canción |
| 18       | 18 de agosto de 2013     | Seúl (Hogares de celebridades)                                     | Kim Na Woon                                                      | Hacer comida casera |
| 19       | 25 de agosto de 2013     | Seúl (Hogares de celebridades)                                     | Tony An, Moon Hee Joon, Hong Jin Kyung                           | Hacer comida casera |
| 20       | 1 de septiembre de 2013  | Seúl (Hogares de celebridades)                                     | Kim Ji Hoon, Lee Ki Woo, Tak Jae Hoon, Jung Eun Ji, Lee Hye Jung | Hacer comida casera |
| 21       | 8 de septiembre de 2013  | Seúl (Hogares de celebridades)                                     | Jung Eun Ji, Bobby Kim, Gummy                                    | Hacer comida casera |
| 22       | 15 de septiembre de 2013 | Seúl (Hogares de celebridades)                                     | Hong Seok-cheon, Fujita Sayuri, Kim Heung Kook                   | Hacer comida casera |
| 23       | 22 de septiembre de 2013 | Seúl (Hogares de celebridades)                                     | Shim Hye Jin, Jeong Jun Ha, Kim Young Chul                       | Hacer comida casera |
| 24       | 29 de septiembre de 2013 | Seúl (Hogares de celebridades)                                     | Hong Seo Beom, Jo Gap Kyeong, Jun Hyun Moo, Shim Yi Young        | Hacer comida casera |
| 25       | 6 de octubre de 2013     | Seúl (Hogares de celebridades)                                     | Kim Cheong, K.Will, Huh Gak, Bora                                | Hacer comida casera |
| 26       | 13 de octubre de 2013    | Seúl (Hogares de celebridades)                                     | Kim Hyung Ja, Brian, Bada                                        | Hacer comida casera |
| 27       | 20 de octubre de 2013    | Seúl (Hogares de celebridades)                                     | Tae Jin Ah, Eru, Shin Hye Sung, Lee Min Woo, Seong Hun           | Hacer comida casera |
| 28       | 27 de octubre de 2013    | Seúl (Hogares de celebridades)                                     | Park Jun Gyu, Han Eun Jung                                       | Hacer comida casera |
| 29       | 3 de noviembre de 2013   | Seúl (Hogares de celebridades)                                     | Insooni, Hong Jin Young, Kim Ji Min                              | Hacer comida casera |
| 30       | 10 de noviembre de 2013  | Seúl (Hogares de celebridades)                                     | Kim Ga Yeon, Lim Yo Hwan, Lee Hyun Do, Choi Hong Man             | Hacer comida casera |
| 31       | 17 de noviembre de 2013  | Seúl (Hogares de celebridades)                                     | Kim Jung Nan, SHINee                                             | Hacer comida casera |

## Audiencia
| Episodio | Fecha de emisión         | Audiencia media  | Audiencia media               | Audiencia media  | Audiencia media               |
| Episodio | Fecha de emisión         | TNmS Ratings     | TNmS Ratings                  | AGB Nielsen      | AGB Nielsen                   |
| Episodio | Fecha de emisión         | A nivel nacional | Área capital nacional de Seúl | A nivel nacional | Área capital nacional de Seúl |
| -------- | ------------------------ | ---------------- | ----------------------------- | ---------------- | ----------------------------- |
| 1        | 21 de abril de 2013      | 4.8%             | 4.9%                          | 5.6%             | 5.6%                          |
| 2        | 28 de abril de 2013      | 4.3%             | 5.3%                          | 5.1%             | 5.1%                          |
| 3        | 5 de mayo de 2013        | 3.3%             | 4.1%                          | 2.9%             | 3.6%                          |
| 4        | 12 de mayo de 2013       | 4.2%             | 4.4%                          | 4.7%             | 5.5%                          |
| 5        | 19 de mayo de 2013       | 3.4%             | 3.5%                          | 4.4%             | 4.8%                          |
| 6        | 26 de mayo de 2013       | 3.4%             | 3.8%                          | 5.4%             | 7.0%                          |
| 7        | 2 de junio de 2013       | 5.1%             | 5.4%                          | 5.2%             | 5.4%                          |
| 8        | 9 de junio de 2013       | 4.8%             | 4.8%                          | 5.6%             | 6.0%                          |
| 9        | 16 de junio de 2013      | 4.3%             | 4.7%                          | 4.6%             | 4.8%                          |
| 10       | 23 de junio de 2013      | 5.5%             | 5.8%                          | 5.6%             | 6.4%                          |
| 11       | 30 de junio de 2013      | 5.2%             | 6.2%                          | 4.8%             | 5.1%                          |
| 12       | 7 de julio de 2013       | 5.6%             | 5.8%                          | 6.6%             | 7.0%                          |
| 13       | 14 de julio de 2013      | 7.5%             | 8.6%                          | 7.3%             | 7.4%                          |
| 14       | 21 de julio de 2013      | 5.9%             | 6.5%                          | 6.0%             | 6.1%                          |
| 15       | 28 de julio de 2013      | 6.3%             | 7.3%                          | 6.7%             | 6.9%                          |
| 16       | 4 de agosto de 2013      | 5.4%             | 6.0%                          | 3.4%             | 5.0%                          |
| 17       | 11 de agosto de 2013     | 3.4%             | 4.2%                          | 3.4%             | 3.5%                          |
| 18       | 18 de agosto de 2013     | 3.7%             | 4.9%                          | 4.0%             | 4.5%                          |
| 19       | 25 de agosto de 2013     | 6.3%             | 6.9%                          | 6.0%             | 6.0%                          |
| 20       | 1 de septiembre de 2013  | 5.5%             | 6.2%                          | 5.8%             | 5.9%                          |
| 21       | 8 de septiembre de 2013  | 4.8%             | 5.4%                          | 6.1%             | 6.5%                          |
| 22       | 15 de septiembre de 2013 | 5.0%             | 6.1%                          | 5.3%             | 5.5%                          |
| 23       | 22 de septiembre de 2013 | 4.6%             | 4.9%                          | 5.5%             | 5.4%                          |
| 24       | 29 de septiembre de 2013 | 5.1%             | 5.9%                          | 6.2%             | 5.6%                          |
| 25       | 6 de octubre de 2013     | 6.3%             | 7.0%                          | 6.6%             | 6.2%                          |
| 26       | 13 de octubre de 2013    | 4.8%             | 5.6%                          | 5.2%             | 5.3%                          |
| 27       | 20 de octubre de 2013    | 5.1%             | 6.7%                          | 5.6%             | 5.2%                          |
| 28       | 27 de octubre de 2013    | 6.5%             | 7.6%                          | 7.9%             | 8.0%                          |
| 29       | 3 de noviembre de 2013   | 5.2%             | 6.6%                          | 6.2%             | 5.6%                          |
| 30       | 10 de noviembre de 2013  | 4.2%             | 5.3%                          | 4.7%             | 5.1%                          |
| 31       | 17 de noviembre de 2013  | 5.2%             | 5.9%                          | 5.4%             | 5.5%                          |

## Premios y reconocimientos
| Año  | Premio |
| ---- | --- |
| 2013 | - 1st Gimcheon International Masters Diving Competition - Premios Especial- Miembros de Barefooted Friends |
| 2013 | - SBS Entertainment Awards - Producer Award - Kang Ho-dong                                                 |